# Leocádio Torres
Leocádio Torres – panamski bokser, srebrny medalista Igrzysk Ameryki Środkowej i Karaibów z roku 1938, zawodowy mistrz Panamy w kategorii koguciej w roku 1940.

## Kariera
W 1938 zdobył srebrny medal na Igrzyskach Ameryki Środkowej i Karaibów 1938. W finale zmierzył się z Meksykaninem Fidelem Ortizem, z którym przegrał.
W latach 1938–1948 był bokserem zawodowym. Największym jego sukcesem było zdobycie mistrzostwa Panamy w 1940 roku. Łącznie stoczył 39. pojedynków, odnosząc 19. zwycięstw, 13. porażek, 5. remisów oraz dwa pojedynki zostały uznane za nieodbyte.